# St. Louis Blues
 For alternative betydninger, se STL.
St. Louis Blues er et professionelt ishockeyhold der spiller i den bedste nordamerikanske række NHL. Klubben spiller sine hjemmekampe i Scottrade Center i St. Louis, Missouri, USA. Klubben blev stiftet i 1967 da NHL på én gang udvidede ligaen fra 6 til 12 hold. Klubben har taget sit navn efter en melodi af samme navn, skrevet af blues-musikeren W. C. Handy.
Da klubben kom med i NHL i 1967 var slutspillet om Stanley Cuppen sat op på en sådan måde at et af de nye hold var garanteret en plads i Stanley Cup-finalen. På den baggrund lykkedes det for St. Louis Blues at komme i finalen i hvert af de tre første år klubben eksisterede. Hver gang måtte man dog se sig slået af en af de etablerede klubber. I 1968 og 1969 tabte man til Montreal Canadiens og i 1970 tabte man til Boston Bruins. Alle tre finaleserier blev tabt med 4-0 i kampe. Siden 1970 er det lykkedes klubben at komme i Stanley Cup-finalen en enkelt gang, i 2019, hvor Boston blev slået 4-3.

## Nuværende spillertrup (2007-08)
Pr. 8. juli 2008.

Målmænd
- 34  Manny Legace
- 35  Hannu Toivonen
- ??  Chris Mason

Backer
- 4  Eric Brewer – C
- 5  Barret Jackman – A
- 6  Erik Johnson
- 29  Jeff Woywitka
- 46  Roman Polak
- 74  Jay McKee

Forwards
- 7  Keith Tkachuk – A
- 9  Paul Kariya – A
- 10  Andy McDonald
- 12  Lee Stempniak
- 13  Dan Hinote
- 18  Jay McClement
- 19  D.J. King
- 20  Mike Johnson
- 22  Brad Boyes
- 25  Yan Stastny
- 26  Martin Rucinsky
- 42  David Backes
- 55  Cam Janssen
- 57  David Perron
- ??  Patrik Berglund

## Danske spillere
Lars Eller blev draftet af St. Louis i første runde af draften i 2007 som nr. 13 i alt. Han nåede at spille nogle kampe for klubben inden han skiftede videre til Montreal Canadiens.

## 'Fredede' numre
- 2 Al MacInnis, D, 1994-05, nummer fredet 9. april, 2006
- 3 Bob Gassoff, D, 1974-77, nummer fredet 1. oktober, 1977
- 5 Bob Plager, D, 1967-78, nummer ikke officielt fredet, men hædret.
- 8 Barclay Plager, D, 1967-77, nummer fredet 24. marts, 1981
- 11 Brian Sutter, LW, 1976-88, nummer fredet 30. december, 1988
- 14 Doug Wickenheiser, LW, 1984-87, nummer hædret og uofficielt fredet.
- 16 Brett Hull, RW, 1987-1998, nummer fredet 5. december, 2006
- 24 Bernie Federko, RW, 1976-89, nummer fredet 16. marts, 1991
- 99 Wayne Gretzky, C, 1996, nummer fredet i hele NHL 6. februar, 2000